# Mustafa Ozgun
Mustafa Ozgun est un réalisateur, scénariste français, né le 20 décembre 1987 à Mardin (Turquie).
Il s'installe à Paris en 2012 et commence sa carrière en tant que photographe de mode, puis se tourne vers l'écriture et la réalisation.

## Biographie
Mustafa Ozgun est né le 20 décembre 1987 dans la ville antique Kurde de Mardin, située dans le sud-est de la Turquie. À l'âge de 5 ans, il déménage avec sa famille à Izmir, où il a grandi jusqu'à ses 20 ans. Très tôt, vers l'âge de 13 ans, il décide de devenir cinéaste et commence à écrire de courtes histoires qui pourraient servir de scénarios. Pendant ses années de lycée, il tourne ses premiers courts-métrages en amateur et poursuit des études de cinéma.
Souhaitant mener une carrière internationale dans le cinéma, il s'installe à Paris en 2012.
Il travaille comme photographe dans le secteur de la mode, notamment à la Paris Fashion Week. Pendant 3 ans, il travaille pour de nombreuses marques de mode de luxe et magazines de mode. En 2010, il commence à réaliser des courts-métrages en chinois, français et anglais. Son premier long métrage Une cage deux oiseaux a été tourné en 2018 à Maisons-Laffitte, avec une distribution comprenant Éléonore Boccara, Anaïs Parello, et Hilmi Dridi.
Son deuxième long métrage, une coproduction franco-chinoise intitulée The pink thief, tourné en 2019 est une comédie absurde avec Laura Weissbecker et Yao Xingtong.
En 2020 il crée sa  société de production Babel tower films. Juste avant la pandémie de Covid-19, début  2020, il réalise un film franco-chinois Happy Night, avec un casting français et chinois composé de Bing yin, Irene wan, Anthony Gavard et Delphine Depardieu. Pendant la première période de confinement, il décide de créer un film sur cette pandémie. Ce projet, intitulé Covid-19 ground zéro, est achevé en 2021 en tant que coproduction américano-française. La production de ce film a été assurée par Donald Kushner, producteur américain de Tron et Monster, notamment. Il sort en 2022 et est sélectionné dans 20 festivals et remporte 14 prix.
Par la suite, il réalise Four walls, en 2022, un film explorant les relations toxiques et manipulatrices de quatre couples différents.
En 2023, il est invité par le CADC (Centre algérien du développement du cinéma) en Algérie pour réaliser le film Deux hommes un destin.
En 2024, il réalise Parce que c'est toi, avec Delphine Depardieu dans le rôle principal. Il participe au 10ème festival du film de Khajuraho, en Inde, pour y présenter Covid-19 ground zéro et Le voleur rose (The Pink Thief).

## Filmographie

### Cinéma
- 2019 : Une cage deux oiseaux
- 2020 : The pink thief
- 2021 : Happy Night
- 2022 : Covid-19 ground zéro
- 2024 : Four walls
- 2025 : Deux hommes un destin
- 2025 : Parce que c'est toi

## Prix et nomination en festivals
- Une cage deux oiseaux, Antakya film festival de 2019 : Best music, nomination Best Director.
- Une cage deux oiseaux, Detaron TV Awards de 2020 : nomination Best Director, nomination Best Actress.
- Four walls, London Lift-Off festival 2024 :nomination Best Film.
- Deux hommes un destin, Festival international du film arabe d'Oran 2024 : nomination Best Film.
- Deux hommes un destin, séléction officielle au festival international du film du Caire 2024.
- Covid-19 ground zéro, Premios oriana Barcelona 2024: Best Film.
- Covid-19 ground zéro, Focus film festival : Best Cinematographer, Best script.